# Mallotus nanus
Mallotus nanus är en törelväxtart som beskrevs av Airy Shaw. Mallotus nanus ingår i släktet Mallotus och familjen törelväxter. Inga underarter finns listade i Catalogue of Life.